# Jair
Jair (em hebraico: יָאִיר, romaniz.: Yā'īr; lit. "ele ilumina") foi um dos juízes de Israel, um gileadita, sucedendo a Tola.
Jair julgou Israel por vinte e dois anos (1219 - 1197 a.C., pelos cálculos de Jerônimo de Estridão ). Ele tinha trinta filhos, que montavam em trinta jumentos, e tinham trinta cidades que, à época da composição do livro de Juízes, se chamavam Havote-Jair, na terra de Gileade.
Ao morrer, ele foi sepultado em Camom. Após sua morte, Israel voltou a pecar contra Jeová, adorando aos baalins, a Astarote e aos deuses da Síria, Sidon, Moabe, Amom e dos filisteus; Jeová os entregou nas mãos dos filisteus e dos filhos de Amom, por dezoito anos, até que surgiu o novo juiz, Jefté.